# Walter During
Walter During (ur. w 1960) – sierraleoński lekkoatleta specjalizujący się w biegach sprinterskich, reprezentant Sierra Leone na Letnich Igrzyskach 1980 w Moskwie.
W roku 1980 na Letnich Igrzyskach Olimpijskich 1980 był uczestnikiem biegu na 100 m. Rywalizację zakończył na rundzie kwalifikacyjnej, zajmując siódme miejsce w biegu kwalifikacyjnym numer 5. Bieg ukończył z czasem 23,12, co okazało się najsłabszym rezultatem w grupie. During osiągnął lepszy czas od rodaka Rudolpha George'a, który ukończył bieg z czasem 23,20 i gorszy od rodaka Sheku Boimy, który ukończył bieg z czasem 22,93.
Wraz z Boimą, George’em i Williamem Akabi-Davisem reprezentował Sierra Leone w sztafecie 4 × 100 metrów. Kadra zajęła przedostatnie miejsce, kończąc bieg z czasem 42,53. Za Sierra Leone została sklasyfikowana drużyna Kuby, która nie ukończyła biegu.